# Kavajski distrikt
Kavajski distrikt (albanski: Rrethi i Kavajës) je jedan od 36 distrikata u Albaniji, dio Tiranskog okruga. Po procjeni iz 2004. ima oko 105.000 stanovnika, a pokriva područje od 393 km². 
Nalazi se na središnjem dijelu albanske jadranske obale, a sjedište mu je grad Kavajë. Distrikt se sastoji od sljedećih općina:
- Golem
- Gosë
- Helmës
- Kavajë
- Kryevidh
- Lekaj
- Luz i Vogël
- Rrogozhinë
- Sinaballaj
- Synej